# Nueva Ciudad
Nueva Ciudad est une localité argentine située dans le département de Guaymallén, province de Mendoza.

## Histoire
L'histoire du quartier remonte à l'époque où la zone était également connue sous le nom de Monseñor Verdaguer, en hommage au premier évêque de Cuyo. Le Monument au Condor, le plus grand oiseau qui habite la cordillère des Andes, est situé à la frontière ouest du district. Il a été inauguré en 1958. Gardé par ce gigantesque oiseau, le Parque de la Virgen (Parc de la Vierge) abrite un monument en hommage à la Vierge Marie, réalisé par le designer industriel Ramón Villarroel, en 1980, à l'occasion de la réalisation du Congrès marial, auquel a assisté le pape Jean-Paul II. Depuis 1994, le parc dispose également d'un centre d'information touristique, dépendant de la municipalité de Guaymallén, qui fournit des informations aux touristes et aux résidents. Il fonctionne du lundi au vendredi de 7 h 30 à 21 h, les samedis, dimanches et jours fériés de 9 h à 21 h.
Un autre monument important, situé dans l'avenue Acceso Este et Cañadita Alegre, est la place Hilario Cuadros, en hommage à l'un des artistes les plus importants du folklore. Le parc Juan Domingo Perón est également situé dans le quartier, un espace que les voisins choisissent pour profiter de leur temps libre.

## Sismologie
La sismicité de la région de Cuyo (centre-ouest de l'Argentine) est fréquente et de très forte intensité, avec un silence sismique de séismes moyens à graves tous les 20 ans.
- Séisme de 1861 : bien que de telles activités géologiques catastrophiques se soient produites depuis la préhistoire, le tremblement de terre du 20 mars 1861, qui a fait 12 000 morts, a marqué une étape importante dans l'histoire des événements sismiques en Argentine, car il s'agit du plus fort tremblement de terre enregistré et documenté dans le pays. Depuis lors, les gouvernements successifs de Mendoza et des municipalités ont fait preuve d'une extrême prudence et ont restreint les codes de construction[1]. Avec le séisme de San Juan du 15 janvier 1944, les gouvernements ont pris conscience de l'énorme gravité chronique des séismes dans la région.
- Séisme de 1920 : d'une intensité de 6,8 sur l'échelle de Richter, il a détruit une partie de ses bâtiments et ouvert de nombreuses fissures dans la région. On dénombre 250 décès dus à la destruction de maisons en adobe[2].
- Séisme de 1929 dans le sud de Mendoza : très grave, et parce qu'aucune mesure préventive n'avait été élaborée, alors que neuf années seulement s'étaient écoulées depuis le précédent, il a tué 30 habitants en raison de l'effondrement de maisons en adobe.
- Séisme de 1985 : un autre épisode grave[3], d'une durée de 9 secondes, qui a entraîné l'effondrement de l'ancien Hospital del Carmen à Godoy Cruz.